# 개구쟁이 태즈
개구쟁이 태즈(Taz-Mania)는 미국에서 1991년부터 1995년까지 폭스 방송을 통해 방영된, 워너 브라더스 애니메이션 제작의 미국의 만화 시트콤이다. 이 쇼는 "태즈메이니아"라는 가공의 섬(태즈메이니아주에 기반을 둠)에 등장하는 루니툰의 캐릭터 태즈의 모험을 다룬다.
대한민국에서는 1993년 4월 13일부터 1995년까지 MBC에서 방영되었다.

## 등장인물
- 태즈
- 진 태즈메이니안 데빌
- 허그 태즈메이니안 데빌
- 몰리 태즈메이니안 데빌
- 제이크 태즈메이니안 데빌
- 도그 더 터틀
- 드리우 태즈메이니안 데빌

## 주제가
- 오프닝과 엔딩: 지구수비대